# Iza Michalewicz
Iza Michalewicz – polska reporterka, pisarka, pedagog.

## Życiorys
Urodziła się we Wrocławiu. Skończyła polonistykę na Uniwersytecie Wrocławskim i podyplomowe dziennikarstwo na wydziale nauk politycznych UWr.
Początkowo (1996–1999) jako freelancer współpracowała z wrocławskimi dziennikami: „Gazetą Wrocławską” i „Słowem Polskim”, pisząc głównie w działach kultury (recenzje teatralne, wywiady). W latach 2000–2005 publikowała na łamach miesięczników („Marie Claire”, „Zwierciadło”) i tygodników („Przekrój”, „Stolica”, Duży Format „Gazety Wyborczej”).
W 2006 roku została reporterem tygodnika „Newsweek Polska”, gdzie zajmowała się reportażem społecznym. Pracowała w dzienniku „Polska The Times”, w piątkowym magazynie reporterów, a od 2008 roku pisała reportaże dla tygodnika „Polityka”.
W 2011 roku związała się z magazynem reporterów Duży Format („Gazeta Wyborcza”), gdzie dzisiaj pracuje na stałe.

## Książki
1. Bestsellerowa biografia Violetty Villas – „Villas. Nic przecież nie mam do ukrycia” (Świat Książki, 2011) 1. Współautorka[1].
2. „Życie to za mało”, zbiór reportaży z ostatnich dziesięciu lat reporterskiej pracy (Zwierciadło, 2014)[2];
3. „Rozpoznani. Powstanie warszawskie” o bezimiennych do niedawna uczestnikach Powstania Warszawskiego, rozpoznanych na kadrach powstańczej kroniki filmowej (Agora, 2014). Współautorka[3].
4. „Pytania, których się nie zadaje. 12 reporterów. 12 ważnych odpowiedzi” (Stowarzyszenie Rodzin i Opiekunów Osób z Zespołem Downa „Bardziej Kochani”)[4].
5. „Odwaga jest kobietą”, PWN, 2014[5].
6. „Zbrodnie prawie doskonałe. Policyjne Archiwum X”, Znak, 2018[6].
7. "Ballady morderców. Kryminalny Wrocław", W.A.B, 2021

## Nagrody
Iza Michalewicz otrzymała nagrodę Grand Press za reportaż roku 2011 („Jolanta i ogień”, Duży Format) – wstrząsającą opowieść o Jolancie Brzeskiej, której śmierć stała się tragicznym symbolem ofiar eksmisji,  prowadzonych przez bezwzględnych nowych zarządców kamienic. Reporterka była też dwukrotnie nominowana do Grand Press w latach 2012 i 2013. Studio Reportażu i Dokumentu Polskiego Radia nominowało ją dwukrotnie do nagrody Melchiorów w kategorii „Inspiracja Roku”. W 2014 otrzymała wyróżnienie Stowarzyszenia Dziennikarzy Polskich za reportaż „Zakochaj się w Warszawie” (Duży Format).
Finalistka międzynarodowej Nagrody im. Ryszarda Kapuścińskiego za reportaż literacki (2015), za książkę „Życie to za mało”.